# Наука у средњовековној Србији
Наука у средњовековној Србији обухвата зачетке и развој научне мисли и практичних знања на територији српских средњовековних држава, од XII до XV века. У овом периоду, наука није постојала као самостална, емпиријски заснована дисциплина у данашњем смислу, већ је била тесно повезана са филозофијом, теологијом, практичним потребама (медицина, право, календар) и превођењем и тумачењем античких и византијских текстова. Главни центри учености и преписивачке делатности били су манастири.

## Опште карактеристике и утицаји
Развој научне мисли у средњовековној Србији одвијао се под доминантним утицајем Византије, која је била главни посредник у преношењу античког научног и филозофског наслеђа. Српска православна црква и манастири имали су кључну улогу у очувању писмености и развоју одређених области знања, посебно оних везаних за богословске потребе и практични живот. Знања су се стицала углавном превођењем и проучавањем грчких текстова. Оригиналних научних радова у смислу нових открића било је мало, али је постојала значајна делатност на прилагођавању и примени постојећих знања.

## Области научног интересовања и праксе

### Медицина
Средњовековна српска медицина била је најразвијенија научна област, заснована пре свега на византијским медицинским текстовима, који су се ослањали на античке ауторе попут Хипократа и Галена.
- Манастирска медицина: Манастири су били главни центри медицинске праксе и знања. Манастир Хиландар на Светој Гори поседовао је болницу још од оснивања крајем XII века, а касније је и Свети Сава у Студеници почетком XIII века основао болницу по хиландарском узору.[2] Болнице су постојале и у другим већим манастирима.
- Медицински текстови: Сачувани су преводи и преписи медицинских списа, од којих је најзначајнији Хиландарски медицински кодекс (Codex Chilandaricus Slavorum No. 517), зборник текстова из XIII и XIV века који садржи списе о дијагностици, терапији, фармакологији и хирургији.[3] Овај кодекс сведочи о релативно високом нивоу медицинског знања.
- Практична медицина: Поред манастирске, постојала је и народна (емпиријска) медицина, заснована на употреби лековитог биља и традиционалним методама лечења.

### Астрономијаиматематика
Астрономска и математичка знања у средњовековној Србији била су првенствено везана за практичне потребе цркве и свакодневног живота.
- Израчунавање Ускрса (Пасхалије): Најзначајнија примена астрономско-математичких знања била је у изради пасхалних таблица за одређивање датума Ускрса и других покретних црквених празника. Ово је захтевало познавање кретања Сунца и Месеца.
- Календар: Коришћен је јулијански календар са византијским начином бројања година (од "стварања света").
- Аритметика и геометрија: Основни нивои ових дисциплина били су потребни за трговину, грађевинарство и управљање имањима. Претпоставља се да су се изучавали у манастирским школама.

Сачувани су рукописи који садрже астрономске и математичке текстове, углавном преводе или компилације византијских аутора (нпр. дела Јована Дамаскина која се дотичу космологије).

### Правокао систематизовано знање
Иако право није природна наука, развој правних система и кодификација закона представљају значајан интелектуални напор систематизације друштвених норми и праксе.
- Законоправило Светог Саве (или Номоканон, почетак XIII века): Представља зборник црквених канона, царских закона и правних тумачења, који је имао огроман утицај на правни и црквени живот у Србији и другим православним словенским земљама.[1]
- Душанов законик (донет 1349. и 1354. године): Најзначајнији правни споменик средњовековне Србије, који је регулисао широк спектар друштвених односа у Српском царству.[1]

Ови законици сведоче о развијеној правној свести и потреби за уређењем државе и друштва.

### Историографија
Писање историје у средњовековној Србији било је уско повезано са владарском идеологијом и црквом. Главни облици били су:
- Житија (биографије владара и светаца): Као што је већ поменуто у контексту књижевности, житија су поред религиозног и књижевног имала и значајан историографски карактер, бележећи важне догађаје и личности (дела Светог Саве, Стефана Првовенчаног, Доментијана, Теодосија, Григорија Цамблака, Константина Филозофа).
- Летописи и родослови: Хронолошки записи догађаја и генеалогије владарских породица.

### Остале области
- Географија: Познавања из географије била су практичне природе, везана за путовања, трговину, администрацију и војне походе. Постојали су и преводи неких античких и византијских географских списа.
- Филозофија: Развијала се првенствено у оквиру теологије, под утицајем патристичке мисли и византијске филозофије. Расправе су се углавном водиле о догматским и етичким питањима. Покрет исихазма у XIV веку имао је значајан утицај на духовни и интелектуални живот.
- Алхемија и астрологија: Иако нема много директних доказа, претпоставља се да су, као и у другим деловима средњовековне Европе, и у Србији постојала интересовања за ове области, посебно на дворовима.

## Центри учености и преписивачке делатности
Главни центри писмености, образовања и научне делатности (у средњовековном смислу) били су манастири. Посебно се истичу:
- Манастир Хиландар: Од свог оснивања, био је најзначајнији српски духовни и културни центар, са богатом библиотеком и преписивачком радионицом.
- Манастир Студеница.
- Манастир Жича.
- Манастир Манасија (Ресава): У време деспота Стефана Лазаревића (почетак XV века), постао је седиште чувене Ресавске школе, преписивачко-преводилачког центра који је неговао висок ниво језичке културе и правописа.[4]

## Значај и наслеђе
Иако наука у средњовековној Србији није достигла ниво развоја као у неким другим деловима Европе (посебно на Западу током каснијег средњег века), она представља важан део укупног културног наслеђа. Очување и превођење античких и византијских текстова, развој правне мисли, медицинске праксе и историографије, као и практична знања из математике и астрономије, сведоче о интелектуалним напорима и доприносу средњовековне Србије европској цивилизацији тог доба.